# Герко, Никифор Игнатьевич

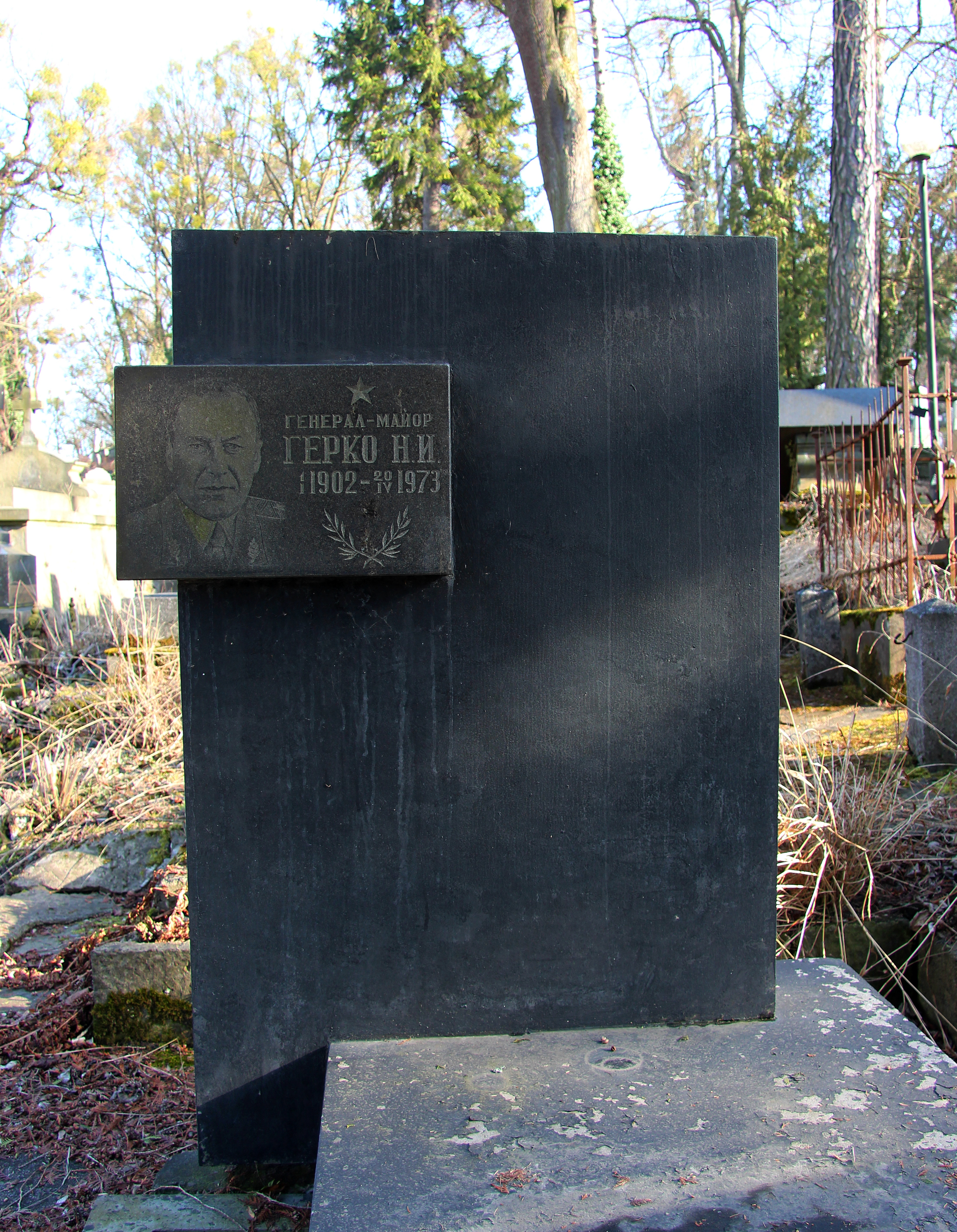
Могила генерал-майора Н. И. Герко на Лычаковском кладбище (г. Львов)

Никифор Игнатьевич Герко (белор. Нічыпар Iгнатавіч Гярко;1902 — 1973) — советский военачальник, генерал-майор танковых войск  (15.12.1943).

## Биография
Родился в деревне  Чепелево, ныне  Деревянчицкий сельсовет в Слонимском районе Гродненской области Беларусь.  Белорус.  Член ВКП(б) с 1920 года. В 1921 году принял участие в подавлении Ишимского крестьянского восстания.
В Красной Армии с 1 октября 1925 года - красноармеец в 3-м Туркестанском артиллерийском полку. С января 1926 года курсант учебной батареи, воевал с басмачами в районе Кирки, с сентября 1927 года старшина отделения, а с 25 марта 1928 года старшина дивизиона в 3-м Туркестанском артиллерийском полку. С сентября 1929 года по сентябрь 1930 года слушатель военно-политических курсов при Объединённой Среднеазиатской военной школе им. В. И. Ленина (ОСАВШ). С сентября 1930 года политрук военного склада № 2 (Среднеазиатский ВО). С января 1932 года политрук батареи 123-го артполка. С июня по ноябрь 1932 года слушатель Московских курсов усовершенствования комсостава мотомехвойск. С ноября 1932 года политрук танковой роты Среднеазиатского ВО. С марта 1934 года командир 83-й отд. танковой роты 83-й горнострелковой дивизии. С 1937 года командир учебного танкового батальона 9-й легкотанковой бригады. С 15 апреля 1938 года командир 10-го легкотанкового полка Среднеазиатского ВО. город Чирчик. С мая 1939 года командир 58-го отд. танкового батальона (так в УПК. вероятно правильно 85-й отб) 18-й танковой бригады. С 21 февраля 1941 года командир 22-го отд. учебного танкового батальона. С 5 марта 1941 года командир батальона 125-го танкового полка. С 23 марта 1941 года  командир 56-го танкового полка 28-й танковой дивизии.
С началом Великой Отечественной войны майор Герко - командир 56-го танкового полка 28-й танковой дивизии, Прибалтийского ВО. Тяжело ранен 23.08.1941 г. в районе Новгорода.
Награждён орденом Красного Знамени за отражение 4 контратак противника и уничтожение группы противника, переправляющегося через р. Западная Двина.
С мая 1942 года - командир 25-й танковой бригады. Легко ранен 02.08.1942 г. в районе Погорелое Городище.
С февраля 1943 года полковник Герко - командующий БТ и МВ  70-й армии Центрального фронта.
Указом Президиума ВС СССР от: 27.08.1943 года награждён орденом Кутузова 2-й степени.
Был назначен заместителем командующего бронетанковыми и механизированными войсками 1-го Белорусского фронта, в этой должности воевал до конца войны.
Указом Президиума ВС СССР от: 03.08.1944 года награждён орденом Красного Знамени.
Указом Президиума ВС СССР от: 06.04.1945 года  награждён орденом Суворова 2-й степени за овладение подчиненными ему частями городом Лодзь.
Указом Президиума ВС СССР от: 31.05.1945 года награждён орденом Кутузова 1-й степени.
После войны,  до 1956 года, генерал-майор танковых войск Герко продолжил службу в Советской Армии, в 1953 году окончил  ВАК при ВВА им. Ворошилова.
Умер и похоронен в городе Львов  на Лычаковском кладбище.

## Награды

### СССР
- орден Ленина (17.05.1951)[7]
- четыре ордена Красного Знамени (25.07.1941[8][9][10], 03.08.1944[11], 06.11.1945[7], 30.12.1956[7])
- орден Кутузова I степени (31.05.1945)
- орден Суворова II степени[12] (06.04.1945)
- орден Кутузова II степени[13][14] (27.08.1943)
- орден Красной Звезды (03.11.1944)[7]
  - Медали в.т.ч.:
  - «За оборону Ленинграда»
  - «За Победу над Германией в Великой Отечественной войне 1941—1945 гг.»
  - «За взятие Берлина»
  - «За освобождение Варшавы»

## Иностранные награды
- Орден «Крест Грюнвальда» II степени ПНР, (1945)
- Медаль «За Варшаву 1939—1945» (ПНР, (1945)
- Медаль «За Одер, Нейсе, Балтику» (ПНР, (1945)